# Johanna Schmidtgen

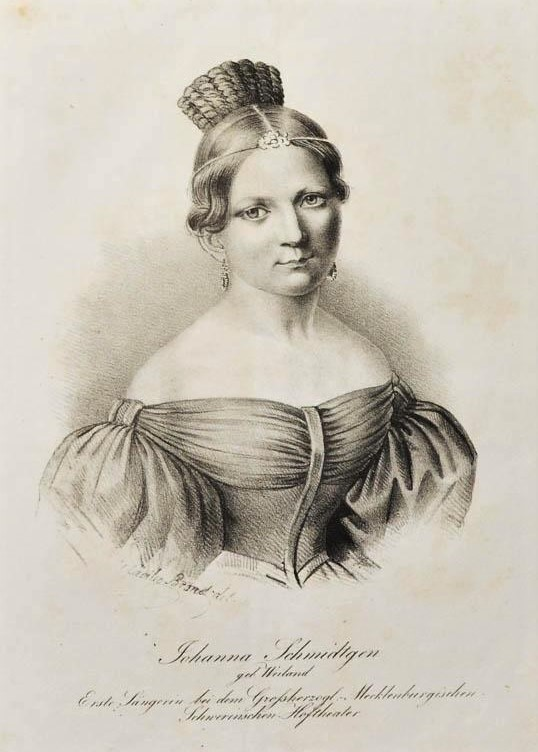
Johanna Schmidtgen (geb. Weiland, 1814–1850), Sopranistin am Hoftheater in Schwerin und Gattin des Sängers, Dirigenten und Komponisten Carl Christian Leberecht Schmidtgen (1796–1866). Lithographie, circa 20,1 × 26,8 cm

Johanna Schmidtgen (geb. Weiland, * 1814 in Stralsund; † 30. März 1850 in Wiesbaden) war eine deutsche Opernsängerin (hochdramatischer Sopran).

## Leben
Schmidtgen war Erste Sängerin (Sopran) am Großherzoglich-Mecklenburgischen-Hoftheater in Schwerin und mit dem Sänger und Dirigenten Carl Christian Leberecht verheiratet.
Sie gab 1829 ihr Debüt in Stralsund, wirkte 1830 in Schwerin; 1840 in Leipzig und von 1843 bis 1948 in Wiesbaden.